# Guillaume Daubenton
Guillaume Daubenton (Auxerre, 21 de octubre de 1648 – Madrid, 27 de agosto de 1723) fue un jesuita y bibliotecario francés conocido especialmente por ser el confesor de Felipe V de España.

## Biografía
Nació en el seno de una familia de la pequeña nobleza francesa, hijo de Edme Daubenton y Anne Deschamps. En 1665 se unió a la Compañía de Jesús. Dos años después inició su etapa como profesor en colegios jesuitas que continuaría hasta 1676. Entre los años 1669 y 1671 estudió teología en Pont-Dijon y Reims. Ganó una cierta relevancia en la corte de Luis XIV en 1680. En este año la futura esposa del delfín Luis (1661-1711), María Ana de Baviera pidió confesarse en alemán y tuvo que hacerlo con el padre Daubenton, único sacerdote que sabía alemán de los que se encontraban en ese momento presentes.
En 1701 fue elegido por Luis XIV como confesor de su nieto Felipe, duque de Anjou que acababa de convertirse en rey de España tras la muerte de Carlos II el año anterior. Como confesor de Felipe V fue su consejero en diferentes asuntos de Estado. En 1706 fue apartado por el monarca de su puesto por presiones de su esposa, María Luisa Gabriela de Saboya y su camarera mayor, la princesa de los Ursinos. Sin embargo dejó como confesor del monarca al también jesuita y compatriota Pierre Robinet.
Posteriormente Dauventon pasó a ser asistente del general de la Compañía de Jesús en Roma. En su etapa romana participó activamente en los esfuerzos de Roma contra los jansenistas franceses, mediante la aplicación de la bula Unigenitus. 
En 1716 volvió a Madrid, retomando su cargo como confesor del rey, que le había reservado su salario como tal desde 1705. En esta etapa estuvo más apartado de asuntos de gobierno y promovió la construcción de una capilla en honor al jesuita Juan Francisco de Régis en el noviciado de la Compañía en Madrid. Fue un gran devoto de este santo.Tuvo una importante participación en la creación de la biblioteca real, alojada en el Pasadizo de la Encarnación del Alcázar de Madrid y que sería el germen de la Biblioteca Nacional de España. Fue su primer director desde su creación en 1715 hasta su muerte.
Murió el 27 de agosto de 1723 en el noviciado de San Ignacio, en Madrid.

## Obra
Como escritor fue autor de diferentes obras en francés y latín.

### Individuales
1. ↑  López Arandia, María Amparo (2010). «El confesionario regio en la monarquía hispánica del siglo XVII». Obradoiro de Historia Moderna (19). ISSN 1133-0481. Consultado el 3 de enero de 2024.
2. 1 2 3  «Los padres confesores jesuitas - Expulsión y exilio de los jesuitas de los dominios de Carlos III». Biblioteca Virtual Miguel de Cervantes. Consultado el 3 de enero de 2024.
3. ↑  «Guillaume Daubenton». Base Roglo.
4. ↑  McManners, John (1999). Church and Society in Eighteenth-century France (en inglés). Oxford University Press. p. 359. ISBN 978-0-19-827004-1. Consultado el 4 de enero de 2024.
5. ↑  Castejón, Agustín de (S I. ); Daubenton, Guillaume (S I. ); Hierro, Francisco del (1716). Sermon de la beatificacion de el beato Juan Francisco Regis, religioso professo de la Compañia de Jesus, en la solemnissima fiesta, que le hizo su gran devoto el Rmo. P. Guillermo Daubenton... y le predicó el P. M. Agustin de Castejon, de la misma Compañia.... Consultado el 31 de diciembre de 2023.
6. ↑  Alcaraz Gómez, José Francisco (15 de octubre de 1996). «Documentos. Felipe V y sus confesores jesuitas. El "cursus" episcopal de algunos personajes ilustres del reinado». Revista de Historia Moderna (15): 13. ISSN 1989-9823. doi:10.14198/RHM1996.15.01. Consultado el 31 de diciembre de 2023.
7. ↑  «Guillaume Daubenton (1648-1723)». Biblioteca Nacional de Francia (en francés). Consultado el 31 de diciembre de 2023.